# Campeonato Rondoniense de Futebol de 2023 - Série B
O Campeonato Rondoniense de 2023 - Série B foi a 11.ª edição deste torneio futebolístico organizado pela Federação de Futebol do Estado de Rondônia (FFER), equivalente ao segundo escalão do futebol rondoniense.
A competição inicialmente contaria com a participação de cinco equipes: Barcelona-RO, Pimentense, Rondoniense, Vilhena e Rolim de Moura, contudo, este último desistiu da competição. O campeão foi o Vilhena, que após vencer o Pimentense por 2–0 conquistou o título inédito do torneio, além do acesso. Devido às desistências do Guaporé e Vilhenense da primeira divisão de 2024, o Barcelona-RO também conquistou o acesso.

## Formato e participantes
O regulamento do Campeonato Rondoniense de 2023 - Série A foi divulgado pela FFER no dia 16 de dezembro de 2022, onde no primeiro turno a equipe que somasse o menor número de pontos seria rebaixado à segunda divisão do mesmo ano; que foi o Rondoniense, pela primeira vez na história. No dia 1 de junho, o Vilhena anunciou pela suas redes sociais à volta às atividades, planejando disputar a segunda divisão do mesmo ano. No dia 8 de junho, o Rolim de Moura também anunciou sua volta às atividades. No dia 31 de julho, a FFER abriu as inscrições para o torneio. Posteriormente o Barcelona-RO, licenciado desde 2021, e Pimentense, desistente da primeira divisão do mesmo ano, foram confirmados no torneio.
Pouco antes do Conselho Arbitral, via ofício enviado ao Departamento de Competições da FFER, o Rolim de Moura optou por desistir do torneio. No dia 28 de agosto de 2023, foi realizado o Conselho Arbitral do torneio, onde foi definido o formato, e as datas dos jogos. As equipes participantes disputariam entre si em sistema de pontos corridos, turno único, sendo declarado campeão a equipe que somar a maior pontuação, também garantindo acesso à primeira divisão estadual de 2024.
| Equipe       | Cidade        | Títulos         |
| ------------ | ------------- | --------------- |
| Barcelona-RO | Vilhena       | —               |
| Pimentense   | Pimenta Bueno | 2 (2012 e 2021) |
| Rondoniense  | Porto Velho   | —               |
| Vilhena      | Vilhena       | —               |

## Partidas e classificação
Pimentense e Rondoniense se enfrentaram na partida inaugural do torneio. Ao invés de ser disputado no estádio Luís Alves Athaídes, foi disputado no estádio Biancão, em Ji-Paraná, por conta das condições precárias do estádio. O jogo acabou sendo abaixo do nível esperado, com o Pimentense tendo apenas duas chances de gol no primeiro tempo, sem sucesso; além de ter domínio na parte complementar, mas mesmo assim, o jogo terminou empatado sem gols.
Vilhena e Barcelona-RO se enfrentaram na segunda partida do torneio. Foi uma partida descrita como emocionante, com inúmeras oportunidades de ambas equipes; mesmo assim, o gol da partida foi marcado apenas aos 5 minutos do segundo tempo, onde em uma jogada pela esquerda do ataque, Fernandinho, do Vilhena, cruzou a bola na área, encontrando Tuquinha na segunda trave. Tuquinha, cabeceou para o meio da área, onde Ismael se livrou da marcação e chutou com força para marcar o gol. Depois, o goleiro Gil, do Vilhena, fez grandes intervenções para impedir o empate do Barcelona, com sucesso, terminando com o triunfo do Lobo do Cerrado.
Rondoniense e Vilhena se enfrentaram na terceira partida do torneio. A peleja terminou com uma goleada do Vilhena pelo placar de 4–0, com gols dos atletas Ismael, Rabiola, Lucas Santos e Rafael, garantindo uma grande vantagem para o acesso e título, já que necessitava apenas de um empate contra o Pimentense, já eliminado. Enquanto isso, o jogo entre Barcelona e Pimentense terminou com o triunfo do Barça pelo placar de 2–0, com gols de Wilton e Gabriel Dourado, assegurando-se na vice-liderança do torneio.
Vilhena e Pimentense se enfrentaram na quinta partida do torneio. O Lobo do Cerrado iniciou a partida abaixo do nível esperado, devido à ansiedade do título, mas conforme a etapa complementar; a equipe foi melhorando de desempenho. Aos 10 minutos do segundo tempo, Rabiola chutou da entrada da área. O atacante Ismael desviou de letra, abrindo o placar. Os visitantes buscaram empatar o placar, mas sem sucesso. No último lance da partida, Fernandinho, de falta, chutou a bola, batendo no ângulo direito para depois entrar, ampliando o placar final para 2–0. Esse foi o primeiro título da competição do clube, além do segundo consecutivo da cidade, pois em 2022 o Vilhenense foi o campeão.
Rondoniense e Barcelona se enfrentaram pela sexta e última partida do torneio, para cumprir tabela. O jogo era para ter ocorrido originalmente em 28 de outubro, mas foi adiado para o dia seguinte devido à indisponibilidade do estádio por conta de um evento da Sejucel. Os visitantes buscavam a 2ª colocação, por "possivelmente valer um acesso por índice técnico", por conta do licenciamento do Vilhenense. Aos 39 minutos do primeiro tempo, Wilton abriu o placar para o Barça, após cruzamento da direita. No último lance da partida, aos 6 minutos de acréscimo, o goleiro Evan, do Barça, marcou um pênalti, que depois foi convertido por Esquerda, do Periquito, empatando o placar em 1–1. Posteriormente, o Barcelona também conquistou o acesso devido às desistências do Guaporé e Vilhenense.

### Classificação final
| Pos | Equipe       | Pts | J | V | E | D | GP | GC | SG | Classificado               |
| --- | ------------ | --- | - | - | - | - | -- | -- | -- | -------------------------- |
| 1   | Vilhena (C)  | 9   | 3 | 3 | 0 | 0 | 7  | 0  | +7 | Promoção à Série A de 2024 |
| 2   | Barcelona-RO | 4   | 3 | 1 | 1 | 1 | 3  | 2  | +1 | Promoção à Série A de 2024 |
| 3   | Rondoniense  | 2   | 3 | 0 | 2 | 1 | 1  | 5  | −4 |                            |
| 4   | Pimentense   | 1   | 3 | 0 | 1 | 2 | 0  | 4  | −4 |                            |

### Partidas
Todas as partidas seguem o fuso horário local (UTC−04:00).
| 15 de outubro | Pimentense | 0 – 0  | Rondoniense | Biancão, Ji-Paraná     |
| 15:30         |            | Súmula |             | Árbitro: Edevaldo José |

| 15 de outubro | Vilhena    | 1 – 0  | Barcelona-RO | Portal da Amazônia, Vilhena |
| 16:00         | Ismael 48' | Súmula |              | Árbitro: Jurandir Lico      |

| 21 de outubro | Rondoniense | 0 – 4  | Vilhena                                             | Aluizão, Porto Velho |
| 15:30         |             | Súmula | Ismael 41' · Rabiola 45' · Lucas 76' · Rafael 90+3' | Árbitro: Alex Sandro |

| 21 de outubro | Barcelona-RO               | 2 – 0  | Pimentense | Portal da Amazônia, Vilhena |
| 17:00         | Wilton 45+3' · Gabriel 80' | Súmula |            | Árbitro: Esthedne Willian   |

| 28 de outubro | Vilhena                         | 2 – 0  | Pimentense | Portal da Amazônia, Vilhena |
| 16:00         | Rabiola 48' · Fernandinho 90+4' | Súmula |            | Árbitro: Jurandir Lico      |

| 29 de outubro | Rondoniense    | 1 – 1  | Barcelona-RO | Aluizão, Porto Velho |
| 9:30          | Esquerda 90+6' | Súmula | Wilton 39'   | Árbitro: Pedro José  |

## Artilharia
O torneio terminou com onze gols marcados em seis partidas. Os jogadores responsáveis pelos gols estão listados a seguir:
2 gols (3)
- Ismael (Vilhena)
- Rabiola (Vilhena)
- Wilton (Barcelona-RO)

1 gol (5)
- Esquerda (Rondoniense)
- Fernandinho (Vilhena)
- Gabriel Dourado (Barcelona-RO)
- Lucas Santos (Vilhena)
- Rafael (Vilhena)